# Alfa (magazyn)
Alfa – wydawany w PRL magazyn łączący tematykę komiksową, science-fiction i popularnonaukową. Trafił na rynek w tym samym roku, co  „Relax” (drugi magazyn komiksowy wydawany przez KAW), tj. w 1976 roku i pozostawał w jego cieniu.
Zgodnie z pierwotnymi założeniami „Alfa” miała stanowić „dojrzalszy” „Relax” i tym samym być w stosunku do niego komplementarna – czytelnicy starsi, dojrzalsi, bardziej wymagający mieli nabywać „Alfę”, a pozostali „Relax”. W związku z tym celem „Alfa” miała różnić się od „Relaxu” następująco:
- większa objętość (66 stron wobec 32–35 w „Relaxie”);
- znacznie wyższy poziom edytorski – dużo lepszy papier (np. okładki na papierze kredowanym), dużo lepsza jakość druku etc.;
- obecność w sporej części magazynu tekstów fantastycznonaukowych i popularnonaukowych;
- lepsze komiksy zarówno pod względem fabularnym, jak i szczególnie graficznym — rysować komiksy mieli w większości znani i cenieni rysownicy tacy jak Grzegorz Rosiński, Tibor Horvath czy Imre Sebok, oraz ilustratorzy książkowi, jak np. Janusz Stanny (uznano, że będą potrafili rysować znacznie lepiej od typowych rysowników komiksów).

Powyższe założenia nie sprawdziły się jednak w praktyce. Utrzymanie wysokiego poziomu edytorskiego wymagało stosowania materiałów (papier, farby drukarskie etc.), które w warunkach ówczesnej gospodarki niedoboru były trudno dostępne, a ponadto „Alfa” nie była wydawnictwem priorytetowym dla wydawcy i otrzymywała ich przydziały na końcu. W rezultacie ukazało się zaledwie 7 numerów:
- 2 w 1976 r.,
- w 1977, 1978, 1980, 1981 i 1985 r. po jednym.

W przypadku komiksów okazało się, że ilustratorzy książkowi (nawet najlepsi) nie potrafili poradzić sobie ze specyfiką rysunku komiksowego i w rezultacie odstąpiono od rysowania przez nich komiksów. Natomiast cenieni i znani rysownicy komiksowi nie chcieli rysować dla „Alfy”, gdyż zniechęciło ich rzadkie i nieregularne wydawanie numerów magazynu (długotrwałe oczekiwanie na publikację). W rezultacie komiksy w większości rysowali słabsi rysownicy, co odbiło się na jakości tych komiksów. 
W przypadku tekstów było podobnie. Dobrzy autorzy nie pisali dla „Alfy”, ponieważ także nie chcieli czekać długo na publikację (teksty zatem pisali gorsi autorzy). 
W tych warunkach „Alfa” nie zdobyła popularności i nie była zbyt ceniona wśród czytelników.